# Nogometni Klub GOŠK Dubrovnik 1919
Il Nogometni Klub GOŠK Dubrovnik 1919, conosciuto semplicemente come GOŠK Dubrovnik, è una squadra di calcio di Ragusa, città della regione raguseo-narentana (Croazia).

## Nome
GOŠK sta per Gruški Omladinski Športski Klub (club sportivo giovanile di Gravosa). Gravosa, Gruž in croato, è un quartiere di Ragusa.
In Croazia vi è un altro GOŠK: quello di Castel Abbadessa (in croato "Kaštel Gomilica") e l'acronimo sta per "Gomilički Omladinski Športski Klub".

## Storia
Il club viene fondato nel 1919 come HNK Plamen (Fiamma), ma già nel 1922 cambia il nome in GOŠK, da Gravosa (il quartiere di Ragusa sede della squadra).
Nel 1979 si fonde con il concittadino Jug a formare il GOŠK Jug e conquista subito la promozione in seconda divisione, categoria che viene mantenuta fino alla dissoluzione della Jugoslavia nel 1991. Nel 1988 sfiora la promozione nella Prva liga jugoslava e questo è il punto più alto nella storia del club. Nel 1984 raggiunge i quarti di finale della Coppa di Jugoslavia nella sua unica partecipazione in questo torneo.
Nella Croazia indipendente, nel 1992, il GOŠK si stacca dal HNK Dubrovnik - uno dei fondatori della Prva liga croata - e si scioglie. Rinasce nel 1998 e parte dalla prima serie serie regionale, la 1. ŽNL Dubrovačko-neretvanska, ed in poco tempo raggiunge la seconda divisione. Vi rimane per quattro stagioni per poi ridiscendere nella Treća HNL, categoria che mantiene fino ad oggi.
Nel 2015 si fonde di nuovo con il HNK Dubrovnik (l'ex Jug) e diviene NK GOŠK Dubrovnik 1919.

### Nomi
- 1919: HNK Plamen
- 1922: NK GOŠK
- 1979: NK GOŠK Jug
- 1992-1998: non attivo
- 1998: NK GOŠK
- 2015: NK GOŠK Dubrovnik 1919

## Strutture

### Stadio

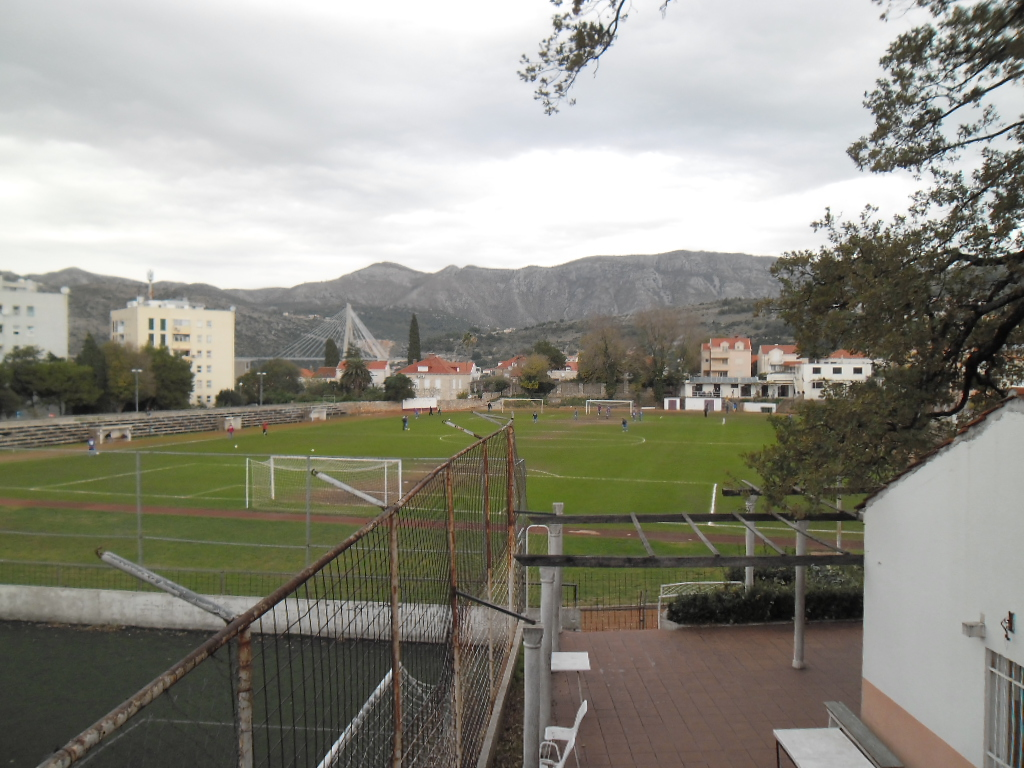
Gradski stadion Lapad

Il Gradski stadion Lapad (che prende il nome dall'omonimo distretto urbano della città) si trova a Ragusa e ha una capienza di circa 3000 spettatori. È stato costruito nel 1919 ed ospitava anche le partite del HNK Dubrovnik.

## Tifoseria
La tifoseria non è molto calda, la squadra preferita in zona è l'Hajduk Spalato. A parte i derby cittadini, la rivalità più sentita è con il Konavljanin Čilipi, mentre negli anni della Jugoslavia socialista era con gli erzegòvini del Leotar.

## Giocatori di rilievo
- Ivo Šeparović
- Milan Petrović
- Marin Kurtela
- Mario Bonić
- Darko Miladin
- Ahmet Brković
- Srđan Lakić
- Dario Marinović
- Emir Spahić
- Adnan Aganović
- Zoran Mamić
- Alen Peternac